# 古村誠一
古村 誠一（こむら せいいち、1894年6月18日 - 1960年3月9日）は、日本の実業家。三菱金属鉱業（現・三菱マテリアル）代表取締役社長、日本電子金属（現・SUMCO）代表取締役社長を務めた。

## 略歴
長野県上伊那郡朝日村（現・辰野町）出身。長野県立諏訪中学校（現・長野県諏訪清陵高等学校）を経て、1917年東京高等商業学校（現・一橋大学）卒業。三菱鉱業（現・三菱マテリアル）小樽支店長（小樽支店での部下に斎藤英四郎がいた。）を経て、1950年三菱金属鉱業（現・三菱マテリアル）取締役副社長、1956年代表取締役社長。その他、日本電子金属（現・SUMCO）代表取締役社長、三菱油化（現・三菱ケミカル）取締役、大日本塗料取締役を務めた。また、これらの間に経済同友会経営委員会委員長、時事研究会長を務めた。
生家の跡地は公民館になっており、敷地内には古村の胸像が建立されている。
弟に大日本帝国海軍少将の古村啓蔵がいる。